# Phantomas (Computerspiel)
Phantomas ist eine zweiteilige Jump-’n’-Run-Computerspielreihe, die vom spanischen Unternehmen „Dinamic Software“ 1986 entwickelt und in Spanien vertrieben wurde. Den Vertrieb in England und Deutschland übernahm Codemasters.
Während Phantomas nur auf dem Sinclair ZX Spectrum erschien, wurde Phantomas 2 zusätzlich für den Amstrad CPC, MSX und Commodore 64 portiert. Phantomas 2 wurde von Codemasters in Europa unter dem Namen Vampire vertrieben.
Beide Spiele wurden zur gleichen Zeit entwickelt: Phantomas von Enrique Cervera und Phantomas 2 von Emilio Pablo Salgueiro Torrado. Die Portierung von Phantomas 2 auf Amstrad CPC und MSX wurde von Emilio Pablo Salgueiro Torrado durchgeführt, die auf den Commodore 64 von Adrian Sheppard. Die Spiele können heute neben der ursprünglichen Hardware auch auf Emulatoren wie dem VICE für den Commodore 64 gespielt werden.
Aufgrund des gleichen Spielprinzips entschied man sich bei Dinamic Software den beiden Spielfiguren aus beiden Spielen denselben Namen „Phantomas“ zu geben.

## Gameplay und Technik
Beide Spiele wurden auf Kassette vertrieben und werden per Joystick gespielt. Der Spieler steuert die Spielfigur von einem Raum zum anderen, die dem Spieler in der Seitenansicht angezeigt werden. Um die große Anzahl von Räumen zu realisieren, bestehen die Räume aus kleinen sich wiederholenden Bildelementen. Das Spiel enthält daher keine größeren Grafiken. In den einzelnen Räumen warten Gegner, gefährliche oder nützliche Objekte auf den Spieler. Gegner und gefährliche Objekte, wie Flammen, dürfen nicht berührt werden und führen zum Verlust der Lebensenergie. Im Gegenzug existieren Objekte, wie Lebensmittel, die die Lebensenergie wieder auffüllen. Weitere Objekte, wie etwa Schlüssel, müssen vom Spieler eingesammelt werden, um verschlossene Türen oder ähnliches zu öffnen.
Es ist nicht möglich, den Spielstand zu sichern, sodass das Spiel komplett wiederholt werden muss, wenn die Spielfigur die gesamte Lebensenergie verliert. Die Spielkritik im Magazin Zzap! 64 fiel negativ aus: Vampire sei langweilig und die Steuerung, Grafik und Musik schlecht. ("Vampire has no redeeming features to save it from being left on the shelf[...] the control method is awful,[...] it’s also very hard on the eyes and dull to the ears." etwa: Vampire hat kein errettendes Merkmal, das es davor schützt zur Seite gestellt zu werden, die Steuerung ist schrecklich, es ist außerdem hässlich und hat eintönige Musik.)

## Handlung
Beide Spiele verfügen nur über eine rudimentäre Rahmenhandlung, die sich aus den durchquerten Räumen ergibt.
Phantomas enthält ca. 80 Räume und handelt von einem Dieb, der eine Villa ausrauben will. Dazu muss er zunächst einen Schrottplatz durchqueren, die Villa ausräumen und anschließend durch ein unterirdisches Höhlensystem entkommen.
Phantomas 2 enthält 95 Räume, die zusammen eine Burg mit unterirdischen Gängen bilden. Ziel ist es, Dracula zu töten. Dazu müssen ein Hammer, ein Holzpflock und ein Kreuz gefunden werden. Diese sind wiederum in der Burg verteilt und um diese Gegenstände zu erreichen, müssen Schlüssel gefunden werden.